# L'Amour tabou
Pour plus de détails, voir Fiche technique et Distribution.
L'Amour tabou (Close My Eyes) est un film dramatique britannique réalisé par Stephen Poliakoff, sorti en 1991.

## Synopsis
Après plusieurs années de tension, Richard et sa sœur Natalie entament une relation incestueuse. Le mari de Natalie, Sinclair, finit par découvrir leur secret.

## Aperçu
En 1985, l'étudiant en urbanisme Richard Gillespie rend visite à sa sœur aînée Natalie, dont il n'est pas très proche puisqu'ils ont grandi séparément. Natalie s'est récemment séparée de son petit ami et n'est pas satisfaite de son travail. Elle est extrêmement déprimée et les tentatives de Richard pour alléger l'ambiance sont terminées lorsque Natalie l'attire dans une étreinte passionnée inattendue, l'embrassant sur les lèvres. Elle s'excuse immédiatement, prétextant qu'elle voulait juste que quelqu'un l'étreigne. Richard semble abasourdi, mais pas dérangé.
Six ans passent, au cours desquels Richard connaît le succès tandis que la carrière de Natalie stagne ; elle épouse un analyste boursier puissant et riche nommé Sinclair Bryant. Lorsque Richard rend visite à Natalie, il est présenté à Sinclair et les deux s'entendent bien. Peu de temps après la visite de Richard chez elle, Natalie se rend à l'appartement de ce dernier. Ils tentent de résister à leur attirance l'un pour l'autre, mais finissent par succomber à leurs désirs et avoir des relations sexuelles. Ils se rencontrent encore quelques fois et finalement Sinclair commence à soupçonner que Natalie a une liaison. Il interroge Richard, croyant que Richard sait qui est l'amant de Natalie.
Quelque temps plus tard, après avoir appris que Sinclair et Natalie prévoyaient de déménager en Amérique, Richard a une dépression émotionnelle. Il tente de se suicider avec des somnifères, mais Natalie arrive à l'improviste à son appartement. Elle l'invite à la fête de départ, à condition qu'il ne tente pas de renouveler leur liaison. Il assiste avec sa collègue Jessica, mais l'abandonne pour rechercher Natalie. En la trouvant, les deux se disputent, puis retournent au rassemblement échevelés. Sinclair apparaît et, restant calme, indique clairement qu'il sait ce qui s'est passé.

## Fiche technique
- Titre : L'Amour tabou
- Titre original : Close My Eyes
- Réalisation : Stephen Poliakoff
- Scénario : Stephen Poliakoff
- Production : Thérèse Pickard
- Société de production : Castle Rock Entertainment
- Musique : Michael Gibbs
- Photographie : Witold Stok
- Montage : Michael Parkinson
- Décors : Luciana Arrighi
- Costumes : Amy Roberts
- Pays d'origine : Royaume-Uni
- Langue : anglais
- Format : Couleurs - 1,85:1 - Dolby - 35 mm
- Genre : Drame
- Durée : 107 minutes
- Date de sortie : 
  -  Royaume-Uni : 6 septembre 1991
  -  États-Unis : 21 février 1992

## Distribution
- Alan Rickman (V.Q. : Alain Clavier) : Sinclair
- Clive Owen (V.Q. : Jean-Luc Montminy) : Richard
- Saskia Reeves (V.Q. : Anne Bédard) : Natalie
- Karl Johnson (en) (V.Q. : Yvon Thiboutot) : Colin
- Lesley Sharp (V.Q. : Natalie Hamel-Roy) : Jessica
- Kate Gartside (V.Q. : Claudine Chatel) : Paula
- Karen Knight : Philippe
- Niall Buggy : Geof

Source et légende : Version québécoise (V.Q.) sur Doublage Québec.

## Distinctions
- London Critics Circle Film Awards 1992 : acteur de l'année pour Alan Rickman
- Evening Standard British Film Awards 1992 :
  - Meilleur film
  - Meilleur acteur pour Alan Rickman